# Нива (часопис, 1904)
«Нива» — фаховий часопис українських греко-католицьких священників, що виходив у Львові у 1904—1939 роках (крім 1915 і 1919). 

## Історія
Пекучим питанням для «Ниви» було збереження національних християнських традицій, до Першої світової також ідеологічне протистояння з москвофільством, а в міжвоєнний час — боротьба з атеїзмом і комунізмом.